# Levente Hervay

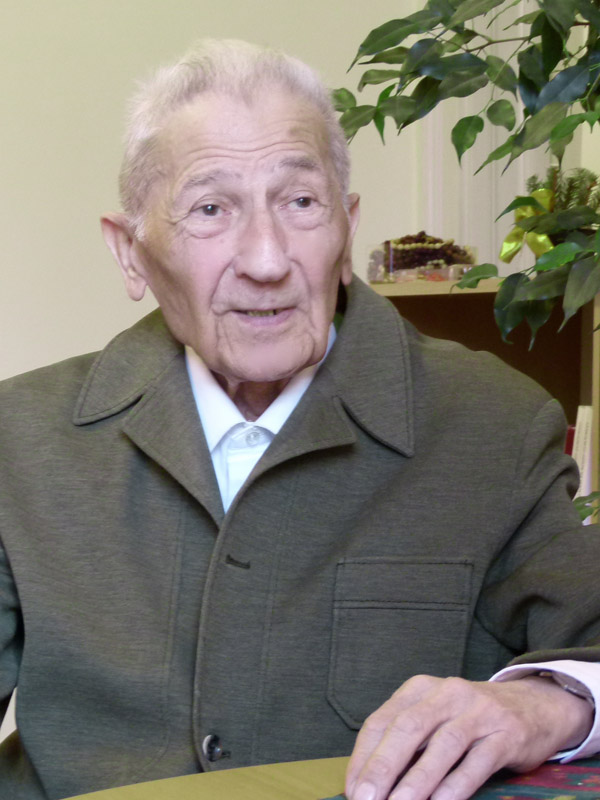
Levente Hervay

Levente Ferenc Hervay OCist (* 7. Januar 1919 Pressburg, Tschechoslowakei, als Ferenc Hervay; † 8. Februar 2016 in Zirc) war ein ungarischer Zisterziensermönch und Kirchenhistoriker sowie Bibliothekar und Bibliograph.

## Ausbildung
Er besuchte das Nagy Lajos Zisterzienser-Gymnasium in Pécs von 1929 bis 1937. Vor seiner Matura hat er beschlossen, in den Orden einzutreten. Am 29. August 1937 wurde er eingekleidet. Nach der Matura hat er von 1937 bis 1940 in Zirc das Theologiestudium absolviert. Ab 1940 hat er sein Studium an der Péter-Pázmány-Universität fortgesetzt, wo er die Fächer Geographie und Geschichte auf Lehramt studierte. Seine Feierliche Profess hat er am 4. Januar 1944 abgelegt.

## Priesterweihe
Der Erzbischof von Veszprém, József Mindszenty hat ihm am 16. Mai 1944 in Zirc die Priesterweihe gespendet. Seine Lehrpraxisjahre hat er im Budapester Gymnasium in der Trefortstraße begonnen, die Schule wurde aber gegen Ende 1944 wegen der nahenden Kriegsfront geschlossen. Er wurde Kaplan in Zirc, dann Novizenmeister-Assistent, dann Kämmerer, Gutsverwalter und Förster. Abt Vendel Endrédy hat ihm im Jahr 1946 nach Eger versetzt, wo er in der Volksschule und in dem ordenseigenen Gymnasium unterrichtet hat. Er war dort auch Internatsleiter und Pfadfinderkurat. Zwischen 1946 und 1952 war er Pfarrer der Pfarre zum Heiligen Bernhard in Eger.

## Wechselvolle Jahre
Nach der Auflösung der Ordensgemeinschaften von 1953 bis 1955 hat er als Forsthilfsarbeiter gearbeitet. Von 1955 bis 1959 gab er Sprachstunden für Privatschüler. Im Jahr 1959 wurde er erneut Hilfsarbeiter in der Staatlichen Forstwirtschaft im westlichen Bükkgebirge in Bélapátfalva, anschließend war er kurze Zeit bei einer Erdöl-Firma in Nagy-Alföld beschäftigt.
Zwischen 1959 und 1960 wirkte er in der Diözesanbibliothek als Bibliothekar. In den Jahren 1960/1961 arbeitete er zuerst als Lastwagenbegleiter, dann als Lagermitarbeiter. Auch in dieser Zeit hat er sich mit der Jugend beschäftigt, weshalb er am 6. Februar 1961 wegen illegalem Religionsunterricht verhaftet und für viereinhalb Jahre zur Haft verurteilt wurde. Seine Haft hat er mit einigen Priesterkollegen in Márianosztra und in Budapest–Kőbánya verbracht. Seine Freiheit hat er im Jahr 1963 durch Amnestie wieder bekommen.

## Wissenschaftliche Laufbahn
Pater Levente war seit 1963 an der Untersuchung ungarischer Quellen beteiligt, die von der Akademie der Wissenschaften betrieben wurde. Er war Herausgeber die ersten zwei Bände des „Régi Magyarországi Nyomtatványok“ (1971 und 1983), zu Deutsch: „Alte Druckformulare aus Ungarn“. Bei den wissenschaftlichen Untersuchungen hat Levente Ferenc Hervay die Bücher der Bernhard-, Bornemissza-, Manilus-, Mantskovit-Druckereien und auch die von Debrecen und Farkaslöcse untersucht. Dazu hat er Ambrosius Calepinus’ Dictionarium Latinum aufgearbeitet.
Von 1976 bis zu seiner Pensionierung im 1981 war er wissenschaftlicher Mitarbeiter der Széchényi-Nationalbibliothek. 1983 wurde er zum Sekretär des Kirchengeschichtlichen Arbeitskreises der Bischofskonferenz ernannt und wirkte nebenbei als Kaplan. Als der Zisterzienserorden in Ungarn wieder zugelassen wurde, ist er als erster in der Abtei Zirc eingetroffen. Ab 1998 leitete er dort die Neue Bibliothek.

## Zisterzienserorden
Pater Levente Ferenc Hervay arbeitete über 60 Jahre am geschichtlichen Repertorium des Ordens in Ungarn. Wenn er die Möglichkeit zum Reisen hatte, besuchte die historischen Orte des Ordens in Dutzenden von verschiedenen Ländern. Er besuchte beinahe 400 Bibliotheken und Klöstern von Norwegen bis Sizilien, von Irland bis Polen. Seine bibliographischen und historischen Arbeiten sind zahlreich publiziert worden. Ebenso forschte er zur Geschichte der Benediktiner-, Franziskaner- und Paulinerorden. Seine Artikel über die ungarische Kirchengeschichte und die ungarische Ordensgeschichte wurden in namhaften internationalen Fachlexika publiziert, etwa dem Dizionario degli istituti di perfezione (DIP).

## Werke
- (mit Felix Vongrey) "Kritische Bemerkungen zum "Atlas de l’Ordre Cistercien" von Frédéric van der Meer". In: Analecta Cisterciensia. 23,1. 1967. S. 115–152.
- (Beiträger) The Hungarian illuminated chronicle. Chronica de gestis Hungarorum, hrsg. von Dezsö Dercsényi. Corvina, Budapest 1969.
- (Hrsg. mit Gedeon Borsa) Régi magyarországi nyomtatványok. Res litteraria Hungariae vetus operum impressorum 1, 1473–1600. Akadémiai kiadó, Budapest 1971.
- (Hrsg. mit anderen) Documenta artis paulinorum. 3 Bde. MTA Művészettörténeti Kutató Csoportja, Budapest 1978– (A Magyar Tudományos Akadémia Művészettörténeti Kutató Csoportjának forráskiadványai, 10, 13, 14).
- (Hrsg. mit anderen) Régi magyarországi nyomtatványok. Res litteraria Hungariae vetus operum impressorum 2, 1601–1635. Akadémiai kiadó, Budapest 1983.
- Repertorium historicum ordinis Cisterciensis in Hungaria. Editiones Cistercienses, Rom 1984 (Bibliotheca Cisterciensis 7).
- (Hrsg.) Gergely Gyöngyösi (1472–1531): Vitae fratrum eremitarum Ordinis Sancti Pauli primi eremitae. Akadémiai Kiadó, Budapest 1988.
- Zirc. Die Abteikirche. TKM Egyesület, Budapest 1989.
- (Hrsg. mit anderen) Diplomata Hungariae antiquissima. Accedunt epistolae et acta. In Aedibus Academiae Scientiarum Hungaricae, Budapest 1992.
- (Hrsg.) Alte siebenbürgische Drucke (16. Jahrhundert). Böhlau, Köln/Wien 1996 (Schriften zur Landeskunde Siebenbürgens 21).
- (mit Legeza László und Szacsvay Péter) Ciszterciek. Mikes, Budapest 1997 (Szerzetesrendek a Kárpát-medencében).

## Ehrungen und Anerkennungen
- 2001 Vilmos Fraknói Preis
- 19. August 2011. Széchényi Ferenc Preis als Anerkennung seines Lebenswerks für den Kultursammlungen in Ungarn.

| Personendaten    | Personendaten                                                                           |
| ---------------- | --------------------------------------------------------------------------------------- |
| NAME             | Hervay, Levente                                                                         |
| ALTERNATIVNAMEN  | Hervay, Levente Ferenc (vollständiger Name); Hervay, Ferenc                             |
| KURZBESCHREIBUNG | ungarischer Zisterziensermönch und Kirchenhistoriker sowie Bibliothekar und Bibliograph |
| GEBURTSDATUM     | 7. Januar 1919                                                                          |
| STERBEDATUM      | 8. Februar 2016                                                                         |
| STERBEORT        | Zirc                                                                                    |